# Presles-en-Brie
Presles-en-Brie ist eine französische Gemeinde mit 2342 Einwohnern (Stand 1. Januar 2022) im Département Seine-et-Marne in der Region Île-de-France. Sie gehört zum Arrondissement Provins und zum Kanton Fontenay-Trésigny. Die Einwohner werden Preslois genannt.

## Geographie
Presles-en-Brie befindet sich etwa 30 Kilometer östlich von Paris und umfasst eine Fläche von 1739 Hektar. Am östlichen Ortsrand verläuft der Fluss Marsange.
Nachbargemeinden sind:
- Gretz-Armainvilliers im Norden
- Tournan-en-Brie im Nordosten
- Châtres im Osten
- Liverdy-en-Brie im Südosten
- Courquetaine im Süden
- Coubert im Südwesten
- Grisy-Suisnes im Westen
- Chevry-Cossigny im Nordwesten

## Bevölkerungsentwicklung
| Jahr      | 1962 | 1968 | 1975 | 1982 | 1990 | 1999 | 2006 | 2011 |
| Einwohner | 628  | 596  | 1506 | 1526 | 1620 | 1680 | 1976 | 2281 |

## Sehenswürdigkeiten
- Kirche Notre-Dame de l’Assomption (siehe auch: Liste der Monuments historiques in Presles-en-Brie)

## Partnergemeinden
- Wavendon (England)

## Persönlichkeiten
- Der französische Trompeter Maurice André (1933–2012) lebte lange Zeit in der Gemeinde.